# Laurel et Hardy chefs d'îlot
Pour plus de détails, voir Fiche technique et Distribution.
Laurel et Hardy chefs d'îlot (Air Raid Wardens) est un film américain réalisé par Edward Sedgwick, sorti en 1943.

## Synopsis
En pleine Seconde Guerre mondiale, dans la bourgade américaine d'Huxton, Stan et Ollie, trop âgés pour être enrôlés dans l'armée, acceptent la proposition de Dan Madison, responsable de la défense passive de la cité, d'y participer comme chefs d'îlot. Mais ils enchaînent les gaffes. 

## Fiche technique
- Titre : Laurel et Hardy chefs d'îlot[1]
- Titre original : Air Raid Wardens
- Réalisateur : Edward Sedgwick
- Scénario : Harry Crane, Jack Jevne (en), Martin Rackin et Charley Rogers
- Musique : Nathaniel Shilkret (crédité Nat Shilkret)
- Directeur de la photographie : Walter Lundin
- Directeur artistique : Cedric Gibbons
- Décors de plateau : Edwin B. Willis
- Costumes : Irene (non créditée)
- Montage : Irvine Warburton et Frank Sullivan (non crédité)
- Producteur : B.F. Zeidman, pour la Metro-Goldwyn-Mayer
- Genre : Comédie burlesque
- Format : Noir et blanc
- Durée : 67 minutes
- Dates de sortie : 
  - États-Unis : 4 avril 1943
  - France : 5 octobre 1949

## Distribution
- Stan Laurel (VF: Franck O'Neill) : Stan
- Oliver Hardy (VF: Roger Tréville) : Ollie
- Edgar Kennedy (VF: Pierre Morin) : Joe Bledsoe
- Jacqueline White : Peggy Parker
- Horace McNally (VF: Claude Péran) : Dan Madison
- Nella Walker (VF: Jacqueline Morane) : Millicent Norton
- Donald Meek (VF: Léonce Corne) : Eustace Middling
- Henry O'Neill (VF: Maurice Dorléac) : Rittenhause
- Howard Freeman (VF: Émile Duard) : J.P. Norton
- Paul Stanton : Capitaine Biddle
- Robert Emmett O'Connor : Charlie Beaugart
- William Tannen : Joseph
- Russell Hicks : Major Scanlon
- Philip Van Zandt : Herman
- Frederick Worlock : Otto
- Don Costello : Heydrich

Acteurs non crédités
- Charles Coleman : Le valet des Norton
- Jules Cowles : Un client chez le barbier